# Artêmio de Antioquia
Artêmio (português brasileiro) ou Artémio (português europeu) de Antioquia, conhecido como Chalita na tradição maronita, foi um general do Império Romano que por seu favor imperial foi agraciado em 360 com a posição de duque do Egito (dux Aegypti), um posto administrativo-militar da província.

## Biografia
Artêmio foi membro duma família nobre. Por ser um cristão ariano, tal como o imperador Constâncio II (r. 337–361), recebeu o favor imperial e foi confiado a missão de partir às terras além do Danúbio e trazer de volta para Constantinopla as relíquias de Santo André, São Lucas e São Timóteo; essa missão pode ter sido realizada em 357. Artêmio conseguiu realizar com sucesso sua tarefa e foi recompensado com o título de duque do Egito em 360. Nessa posição, ajudou o prefeito augustal Faustino a torturar a virgem Eudemônia para tentar descobrir a localização do foragido arcebispo alexandrino Atanásio I, tomou o Serapeu de Alexandria e utilizou tropas contra a população enfurecida da cidade.
Um ano depois, Constâncio foi sucedido por seu sobrinho, Juliano, o Apóstata (r. 361–363), que era pagão. Os alexandrinos acusaram Artêmio de diversas atrocidades e Juliano removeu-o do ofício, julgou-o e o condenou à morte. Artêmio foi decapitado em 363 na cidade de Antioquia, para onde ele tinha sido convocado pelo imperador por má administração da província. De acordo com Amiano Marcelino, sua morte encorajou o povo da cidade a matar Jorge de Laodiceia, já que fora ele o instigador dos eventos em Alexandria, o que é provavelmente incorreto, pois ele já estava morto quando Artêmio foi julgado.